# Roman Bednář
Roman Bednář (født 26. marts 1983 i Prag, Tjekkoslovakiet) er en tjekkisk tidligere fodboldspiller, der spillede som angriber. Han spillede for blandt andet FK Mladá Boleslav, Hearts, West Bromwich, Blackpool og Sivasspor. Derudover har han været udlejet til Leicester City samt Ankaragücü.

## Landshold
Bednář nåede i sin tid som landsholdsspiller (2006-2010) at spille 8 kampe og score et enkelt mål for Tjekkiets landshold, som han debuterede for den 16. august 2006 i et opgør mod Serbien.